# تاریخچه سرزمین میانه
تاریخ سرزمین میانه (انگلیسی: The History of Middle-earth) مجموعه‌ای ۱۲ جلدی از کتاب‌های منتشر شده میان سال‌های ۱۹۸۳ و ۱۹۹۶ است که بسیاری از افسانه‌های تالکین را جمع‌آوری و تحلیل می‌کند که توسط پسرش کریستوفر تالکین گردآوری و ویرایش شده‌است. این مجموعه پیشرفت درک تالکین از سرزمین میانه به عنوان مکانی خیالی با مردمان، زبان‌ها و تاریخ خود را در طول زمان نشان می‌دهد، از اولین تصورات او از «اسطوره‌شناسی برای انگلستان» تا توسعه داستان‌هایی همچون سیلماریون و ارباب حلقه‌ها. این کتاب «تاریخ سرزمین میانه» به معنای وقایع رویدادهای سرزمین میانه نیست که از منظری درون کیهانی نوشته شده‌است. در عوض تاریخچه‌ای خارج از جهان از فرایند خلاقیت تالکین است. در سال ۲۰۰۰، این دوازده جلد در سه جلد به صورت نسخه محدود مجدداً منتشر شد. نسخه‌های غیر لوکس این سه جلدی در سال ۲۰۰۲ منتشر شد.

## جلدها
| 1. کتاب داستان‌های گم‌شده، بخش ۱ (۱۹۸۳) 2. کتاب داستان‌های گم‌شده، بخش ۲ (۱۹۸۴) 3. سروده‌های بلریاند (۱۹۸۵) 4. شکل‌گیری سرزمین میانه (۱۹۸۶) 5. راه گمشده و دیگر نوشته‌ها (۱۹۸۷) |
| 1. [۱] بازگشت سایه (۱۹۸۸) 2. [۲] خیانت آیزنگارد (۱۹۸۹) 3. [۳] جنگ حلقه (۱۹۹۰) 4. [۴] سائورون شکست خورد (۱۹۹۲)                                                            |
| 1. [۱] حلقه مورگوت (۱۹۹۳) 2. [۲] نبرد گوهرها (۱۹۹۴) |
| 1. مردمان سرزمین میانه (۱۹۹۶) |